# Cima di Castello
Cima di Castello to szczyt w paśmie Bergell, w Alpach Retyckich. Leży na granicy między Szwajcarią (Gryzonia), a Włochami (Lombardia). W zależności od źródeł wysokość szczytu podawana jest inaczej: 3375 m, 3388 m lub nawet 3393 m. Niezależnie od tego, która wysokość jest prawdziwa, Cima di Castello i tak pozostaje drugim co do wysokości szczytem pasma Bergell. Szczyt otaczają doliny Val del Forno (Szwajcaria), Val dell'Albigna (Szwajcaria) i Valle di Zocca (Włochy).